# شهرستان اوتوکونی، کیوتو

محل شهرستان با رنگ قهوه ای نمایش داده شده‌است.

شهرستان اوتوکونی، کیوتو (به ژاپنی: 乙訓郡 Otokuni-gun) یکی از شهرستان‌های ژاپن در استان کیوتو است. در سال ۲۰۰۳ این شهرستان ۱۵٬۴۹۳ نفر جمعیت داشته‌است.